# 马适
馬適，字志達，九江湖口（今江西湖口）人。
生卒年不詳。少好學，孝敬父母。宋太祖建隆三年（962年）壬戌科狀元。馬適中狀元後，未及授官，聞母逝，趕忙回家治喪，不久因悲痛過度而死。